# دارودسته (فیلم ۲۰۰۹)
دارودسته (انگلیسی: The Firm) فیلمی بریتانیایی در سبک درام پیرامون هولیگانیسم فوتبالی است که در سال ۲۰۰۹ منتشر شد. این فیلم بازسازی نسخه اصلی محصول سال ۱۹۸۹ است.